# Esther Bendahan
Esther Bendahan Cohen (Tetuán, Marruecos, 1964) es una filóloga, escritora y columnista española, sefardita en su obra aparece el viaje y lugares como Madrid, Tel Aviv, Tetuán.
Nacida en Tetuán (Marruecos) en el seno de una familia judeoespañola, sefardí, hija de Mari Cohen y Pinhas Bendahan. Estudió Psicología y Filología francesa en Madrid. Fue directora del programa de televisión «Shalom» (La 2). En la actualidad es Jefe de Programación cultural de Centro Sefarad-Israel. Escribe regularmente artículos y reportajes en diversas publicaciones como en El País.
En su obra, Déjalo, ya volveremos, narra su infancia y la desintegración de la comunidad judía de Marruecos. Ha obtenido varios premios:'Deshojando alcachofas, Seix Barral (2005) obtuvo el reconocimiento del Público por lo que le dieron el Premio FNAC nuevo talento. La cara de Marte, Algaida (2007) el Premio Tigre Juan de novela, y Tratado del alma gemela, Ediciones del Viento (2012).

En 2011 ganó el Premio Torrente Ballester en idioma español y es una de las pocas mujeres en obtenerlo, por su novela Amor y ley. El tratado del alma gemela.
En 2015 se doctora en filología francesa con una tesis dedicada al escritor Albert Cohen. La tesis indaga en la idea del otro y su influencia en el autor: El imaginario judío y “el otro” en la obra de Albert Cohen publicado en el libro: Sefarad es también Europa, el otro en la obra de Albert Cohen, Prensas de la Universidad de Zaragoza (2017).
En el 2022 recibe un reconocimiento de la Comunidad de Madrid. es junto a otras nueve personas los seleccionados por la Comunidad como personas ejemplares, emigrantes de habla hispana que destacan de diversas áreas. La comunidad de Madrid ha creado el Premio Sueño de Madrid para valorar a los emigrantes de habla hispana que llegan a la comunidad y desarrollan una actividad de valor, en el caso de Esther Bendahan como escritora.

## Obras
- Soñar con Hispania (con Ester Benari), Ediciones Tantín (2002)
- La sombra y el mar, Morales del Coso (2003)
- Deshojando alcachofas, Seix Barral (2005) Premio Fnac autor revelación.
- Déjalo, ya volveremos, Seix Barral (2006)
- La cara de Marte, Algaida (2007). Premio Tigre Juan de novela
- El secreto de la reina persa, La Esfera de los Libros (2009)
- Tratado del alma gemela, Ediciones del Viento (2012). XXII Premio Torrente Ballester.
- Una hora solamente, de la orilla del día, Prólogo de Ángel Wagenstein, Editorial Confluencias (2016)
- Tetuán, Colección Zocos, Editorial Confluencias (2017)
- Sefarad es también Europa, el otro en la obra de Albert Cohen, Prensas de la UNiversidad de Zaragoza (2017).
- El secreto de la reina persa, Reedición, Libro de bolsillo, La Esfera de los Libros (2018)
- Los judíos sefardíes, colección Un mar de Historias, libro ilustrado por Zuzanne Celej, Editorial Mediterrànìa (2018) traducido en Inglés, catalán y hebreo.
- Diario del mes de Elul, poesía, Prólogo de Ilia Galán, poesía, Editorial Ars Poética (2019).
- Dosmilveinte, poesía, Editorial Amargord (2021).
- La autora, novela, Editorial confluencias (2022).
- Maledicencia ensayo, Editorial P.P.C.-ALMACEN (2022).
- Escucha el silencio, novela, editorial Nagrela (2024).

## Traducciones
- En el nombre del otro : reflexiones sobre el antisemitismo que viene, Alain Finkielkraut, Seix Barral, 2005 (realizada en colaboración con Adolfo García Ortega).
- Los viejos tiempos, el rey no besa, (Joann Sfar), Ediciones Ponent Mon (en colaboración con Fernando M.Vara de Rey y Elia Maqueda), 2010.
- Chagall en Rusia, (Joann Sfar) Editorial 451, 2011. En colaboración con Fernando M. Vara de Rey.

## Obras Colectivas
- Nación y Migración, (Comp) Cornelia Sieber, Verónica Abrego, Anne Burgert. Editorial Biblioteca Nueva. Artículo: Cuando la lengua Materna es Sombra, Esther Bendahan (Pag. 237).

- Religiones en el espacio público, (comp) Enrique Romerales y Eduardo Zazo, Editorial Gedisa (2016). Artículo: Exilio como principio (pag.235).

- Misericordiosos como el padre, sobre la misericordia, editorial Universidad de la mística. (2017).Artículo: la misericordia en el judaísmo (pag. 725).

- Mujeres emprendedoras entre los Siglos XVI y XIX, Editado por Ministerio de Economía. (2017). Artículo: Los nombres de la señora (pag.27).